# Banj
Banj je mjesto u Zadarskoj županiji. 
Banj je pitomo naselje uzornih maslinara, vinogradara i ribara, nastalo oko crkve sv. Kuzme i Damjana iz 1356. godine.
Ime naselja potječe od latinske riječi balneae, što znači kupelj.
Pronađeni rimski novci svjedoče da je Banj bio naseljen u antičko doba, i da su u njemu stari Rimljani imali svoje kupelji (terme).
Prvi spomen Banja datira iz 1265. u obliku Bagni. Tako se zvao i otok Pašman  insula bagni.
Pod tim imenom se otok Pašman naziva god. 1290. i 1333.(insula bagno).
U dokumentu iz 1289. govori se o nekoj zemlji infra Bagnum et sanctum lucatum. Crkva sv. Luke spomenuta je 
godine 1339.(in confonio sancetilicati ad Bagnum), a 1512. kupuje se zemljište u mjestu Banju "terreno a bagno in 
luoco aprasso la chiesa di san Luca". Kako je spomunuta crkva sv. Luke danas glavna crkva u Ždrelcu, znači da je u davnini centar Banja bio današnji Ždrelac, koji je oduvijek bio sastavni dio Banja, od kojeg se odcijepio 1825. godine.
Mletački anagrafi 1525. spominju bagno,god. 1608, villa di Bagno- selo Bagna navodi topografia veneta.
U glagoljskim maticama koje se vode od 1587. potvrđen hrvatski oblik Banj.

## Upravna organizacija
Nalazi se na sjeveroistočnoj strani otoka Pašmanu, u sastavu istoimene općine. 

## Stanovništvo
| broj stanovnika | 172   | 222   | 241   | 259   | 310   | 359   | 407   | 359   | 449   | 448   | 399   | 357   | 346   | 256   | 194   | 193   | 173   |
|                 | 1857. | 1869. | 1880. | 1890. | 1900. | 1910. | 1921. | 1931. | 1948. | 1953. | 1961. | 1971. | 1981. | 1991. | 2001. | 2011. | 2021. |